# لا يمكنك أن تأخذها معك (فلم)
لا يمكنك أن تأخذها معك (بالإنجليزية: You Can't Take It With You) هو فيلم رومانسي كوميدي تم إنتاجه في الولايات المتحدة وصدر سنة 1938. الفيلم من إخراج فرانك كابرا، وبطولة جين آرثر، ليونيل باريمور، جيمس ستيوارت، وإدوارد أرنولد. يعد الفلم مقتبسًا عن المسرحية الشهيرة التي تحمل الاسم ذاته، والتي كتبها جورج إس. كوفمان وموس هارت، والحائزة على جائزة بوليتزر لعام 1936.

## القصة
يحكي الفيلم قصة رجل أعمال ثري ذو نفوذ يُدعى أنتوني كيربي، وهو مصرفي ناجح من وول ستريت، يعود من واشنطن بعد إبرامه صفقة ضخمة تمنحه احتكارًا حكوميًا في مجال تصنيع الأسلحة. وفي سبيل توسيع إمبراطوريته، يخطط للسيطرة على منطقة كاملة تشمل 12 مربعًا سكنيًا بغرض الضغط على منافسه التجاري وطرده من السوق. معظم سكان الحي وافقوا على بيع ممتلكاتهم، ما عدا عائلة واحدة ترفض التخلّي عن منزلها.
لكن ما لا يعلمه كيربي هو أن ابنه توني، الذي يعمل نائبًا له في الشركة، قد وقع في حب فتاة تدعى أليس، وهي موظفة بسيطة تعمل كسكرتيرة. الفتاة تنتمي لعائلة تدعى فاندرهوف/سايكامور، وهي عائلة غريبة الأطوار لكنها محبّة للحياة وتعيش ببساطة وسعادة بعيدًا عن تعقيدات المال والسلطة. الجد فاندرهوف، كبير العائلة، يؤمن بأن السعادة تأتي من العلاقات الإنسانية والرضا عن الذات، لا من المال والمناصب.
حين يقرر توني الزواج من أليس، تقلق هي من الفجوة الاجتماعية والثقافية بين العائلتين. ومع أنها أكثر أفراد عائلتها "عقلانية"، فهي تخشى أن يحتقر أهل توني أسرتها غير التقليدية. ومن أجل أن يتم التعارف، تطلب أليس من توني أن يحضر والديه في موعد رسمي مخطط له. لكن توني، رغبةً في كسر الحواجز، يتعمد أن يحضرهم في وقت مبكر دون إبلاغها، آملاً أن يتعرف الطرفان على بعضهم بصورتهم الطبيعية.
تكون النتيجة كارثية: الجو العام فوضوي، والتفاوت الثقافي والاجتماعي واضح، وتنشب لحظات توتر بين العائلتين. ومع مغادرة الكيربيز، تقتحم الشرطة المنزل وتعتقل الجميع، بسبب منشورات دعائية كان صهر العائلة قد وضعها في علب الحلوى، وتم تفسيرها على أنها منشورات شيوعية. كما تُتهم العائلة بإطلاق ألعاب نارية غير مرخصة.
داخل مركز الشرطة، تتفاقم الفجوة بين أليس وعائلة توني، حيث توجه والدة توني إهانات متعالية لها، ما يدفع أليس للشعور بالإهانة وسوء التقدير. في المحكمة، يحاول الجد فاندرهوف تخفيف الموقف، لكن أليس، في لحظة غضب ووضوح، تكشف عن علاقتها بتوني وتنهيها أمام الجميع.
بعد مغادرتها المدينة، يشعر الجد بأن رفض بيع منزله كان سببًا في إعاقة حياة حفيدته، فيقرر بيعه، مما يؤدي تلقائيًا إلى إخلاء الحي بأكمله ويمنح كيربي الانتصار المالي. لكن المفارقة أن هذا الانتصار يؤدي إلى انهيار في سوق الأسهم ووفاة منافس كيربي من شدة القهر. كما يقرر توني أن يترك العمل في الشركة التي لا يحبها أساسًا.
هنا تحدث نقطة التحول، يشعر كيربي بأنه خسر كل شيء حقيقي في حياته، رغم فوزه في المعركة التجارية. يزور الجد فاندرهوف، حيث يخوضان حديثًا عميقًا عن معنى الحياة. يدعوه الجد لعزف لحن بسيط على الهارمونيكا، ليرمز هذا المشهد إلى العودة إلى القيم البسيطة والروابط الإنسانية.
في النهاية، تتصالح العائلتان، ويوافق كيربي على زواج ابنه من أليس. وفي مشهد الختام، يجتمع الجميع حول مائدة العشاء في جو من الألفة والمحبة، بعد أن أعاد كيربي بيع البيوت لسكانها الأصليين، مستوعبًا الدرس الأساسي:
الثروة وحدها لا تمنح السعادة، فالذي لا يمكنك أن تأخذه معك عند رحيلك هو ما يجب أن يكون محور حياتك.

## ترشيحات وجوائز
| السنة | الحدث  | الفئة     | النتيجة  |
| ----- | ------ | --------- | -------- |
| 1938  | أوسكار | أفضل فيلم | فـــــوز |

## الميزانية والإيرادات
بلغت تكلفة إنتاج الفيلم حوالي 1,644,736 دولار.

## وصلات خارجية
- مقالات تستعمل روابط فنية بلا صلة مع ويكي بيانات